# Lapinluoto (ö i Mellersta Finland)
Lapinluoto är en ö i Finland. Den ligger i sjön Lievestuoreenjärvi och i kommunen Laukas i den ekonomiska regionen  Jyväskylä ekonomiska region  och landskapet Mellersta Finland, i den centrala delen av landet, 240 km norr om huvudstaden Helsingfors. Öns area är 0,5 hektar och dess största längd är 190 meter i sydöst-nordvästlig riktning.